# Пів долара (Свобода, що сидить)
Пів долара (Свобода, що сидить) (англ. Seated Liberty half dollar) — срібна розмінна монета США вартістю 50 центів, яка карбувалася у 1839-1891 роках. 

## Історія
У 1892 році монету замінив номінал 50 центів Барб'є. Монета має багато різновидів

## Карбування
Монета карбувалася на монетних дворах Філадельфії, Карсон-сіті, Нового Орлеану і Сан-Франциско. Позначки монетних дворів розташовувалися під орлом на реверсі.
- Відсутня — монетний двір Філадельфії
- CC — монетний двір Карсон-сіті
- S — монетний двір Сан-Франциско
- O — монетний двір Нового Орлеану

## Тираж
| Рік                                        | Філадельфія                   | Карсон-Сіті     | Новий Орлеан          | Сан-Франциско  |
| ------------------------------------------ | ----------------------------- | --------------- | --------------------- | -------------- |
| 1839                                       | 1 972 400 (близько 5)         |                 |                       |                |
| 1840                                       | 1 435 008 (близько 10)        |                 | 855 100               |                |
| 1841                                       | 310 000 (близько 10)          |                 | 401 000               |                |
| 1842                                       | 2 012 764 (близько 5)         |                 | 957 000               |                |
| 1843                                       | 3 844 000 (близько 10)        |                 | 2 268 000             |                |
| 1844                                       | 1 766 000 (близько 5)         |                 | 2 005 000             |                |
| 1845                                       | 589 000 (близько 5)           |                 | 2 094 000             |                |
| 1846                                       | 2 210 000 (близько 20)        |                 | 2 304 000             |                |
| 1847                                       | 1 156 000 (близько 20)        |                 | 2 584 000             |                |
| 1848                                       | 580 000 (близько 5)           |                 | 3 180 000             |                |
| 1849                                       | 1 252 000 (близько 10)        |                 | 2 310 000             |                |
| 1850                                       | 227 000 (близько 5)           |                 | 2 456 000             |                |
| 1851                                       | 200 750 (близько 5)           |                 | 402 000               |                |
| 1852                                       | 77 130 (близько 10)           |                 | 144 000 (близько 5)   |                |
| 1853 (тип «без стріл») (тип «зі стрілами») | 3 532 708 (близько 10)        |                 | близько 5 1 328 000   |                |
| 1854                                       | 2 982 000 (близько 30)        |                 | 5 240 000             |                |
| 1855                                       | 759 500 (близько 15)          |                 | 3 688 000             | 129 950        |
| 1856                                       | 938 000 (близько 30)          |                 | 2 658 000             | 211 000        |
| 1857                                       | 1 988 000 (близько 75)        |                 | 818 000               | 158 000        |
| 1858                                       | 4 226 000 (близько 200)       |                 | 7 294 000             | 476 000        |
| 1859                                       | 747 200 (800)                 |                 | 2 834 000             | 566 000        |
| 1860                                       | 302 700 (1000)                |                 | 1 290 000             | 472 000        |
| 1861                                       | 2 887 400 (1000)              |                 | 2 532 633 (близько 5) | 939 500        |
| 1862                                       | 253 000 (550)                 |                 |                       | 1 352 000      |
| 1863                                       | 503 200 (460)                 |                 |                       | 916 000        |
| 1864                                       | 379 100 (470)                 |                 |                       | 658 000        |
| 1865                                       | 511 400 (500)                 |                 |                       | 675 000        |
| 1866 («без девіза») («з девізом»)          | 744 900 (725)                 |                 |                       | 60 000 994 000 |
| 1867                                       | 449 300 (625)                 |                 |                       | 1 196 000      |
| 1868                                       | 417 600 (600)                 |                 |                       | 1 160 000      |
| 1869                                       | 795 300 (600)                 |                 |                       | 656 000        |
| 1870                                       | 633 900 (1000)                | 54 617          |                       | 1 004 000      |
| 1871                                       | 1 203 600 (960)               | 153 950         |                       | 2 178 000      |
| 1872                                       | 880 600 (950)                 | 257 000         |                       | 580 000        |
| 1873 (тип «без стріл») (тип «зі стрілами») | 801 200 (600) 1 815 150 (550) | 122 500 214 560 |                       | 5 000 228 000  |
| 1874                                       | 2 359 600 (700)               | 59 000          |                       | 394 000        |
| 1875                                       | 6 026 800 (700)               | 1 008 000       |                       | 3 200 000      |
| 1876                                       | 8 418 000 (1150)              | 1 956 000       |                       | 4 528 000      |
| 1877                                       | 8 304 000 (510)               | 1 420 000       |                       | 5 356 000      |
| 1878                                       | 1 377 600 (800)               | 62 000          |                       | 12 000         |
| 1879                                       | 4 800 (1100)                  |                 |                       |                |
| 1880                                       | 8 400 (1355)                  |                 |                       |                |
| 1881                                       | 10 000 (975)                  |                 |                       |                |
| 1882                                       | 4 400 (1 100)                 |                 |                       |                |
| 1883                                       | 8 000 (1 039)                 |                 |                       |                |
| 1884                                       | 4 400 (875)                   |                 |                       |                |
| 1885                                       | 5 200 (930)                   |                 |                       |                |
| 1886                                       | 5 000 (886)                   |                 |                       |                |
| 1887                                       | 5 000 (710)                   |                 |                       |                |
| 1888                                       | 12 001 (832)                  |                 |                       |                |
| 1889                                       | 12 000 (711)                  |                 |                       |                |
| 1890                                       | 12 000 (590)                  |                 |                       |                |
| 1891                                       | 200 000 (600)                 |                 |                       |                |

(У дужках позначена кількість монет з якістю пруф)

## Опис

### Аверс
На аверсі монети зображено жінку, що сидить на скелі, яка символізує Свободу. У правій руці вона тримає щит, на якому написано «LIBERTY», а у лівій — палицю з надітим на неї фригійським ковпаком, символом свободи і революції. Жінка одягнена у тогу. Під зображенням Свободи знаходиться рік карбування монети. Над нею півколом розташовано 13 зірок. Художником і гравером була допущена помилка через яку права рука виглядає непропорційно більше лівої. Зображення Свободи нагадує англійський символ — «Британія», який зображувався на реверсі англійських монет. На аверсі монет 1853-1855 і 1873 (тип зі стрілкою), 1874 років з боків від року розташовані 2 стрілочки.

### Реверс
На реверсі монети знаходиться білоголовий орлан з розправленими крилами, який тримає в пазурах стріли і оливкову гілку. Над орлом знаходиться напис «UNITED STATES OF AMERICA», під ним позначення номіналу монети «HALF DOL.». Під кігтями орла може розташовуватися буква, що показує на якому з монетних дворів була викарбувана монета. На грудях орла знаходиться щит (подібний до того, який тримає на аверсі монети Свобода, але без косої лінії з написом «LIBERTY»). На реверсі монети 1853 року навколо орлана розташовані лінії, що символізують промені Сонця. Залежно від того, чи розташовується над зображенням орлана девіз «IN GOD WE TRUST» розрізняють тип «Без девізу» (англ. Without Motto) і «З девізом» (англ. With Motto). Тип «Без девізу» карбувався у 1839-1865 роках, тип «З девізом» — 1866-1891 роках.

## Джерело
- Нумізматичний сайт